# Azkaban

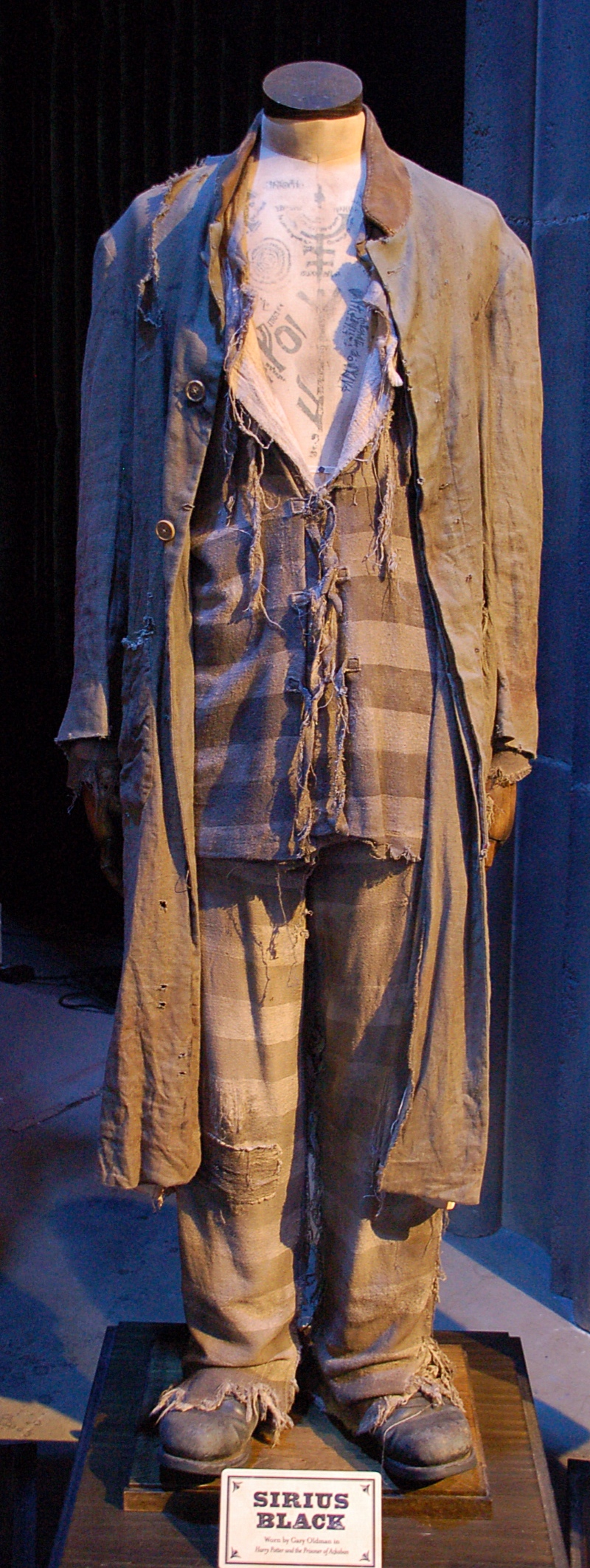
Gevangenisoutfit van Sirius Zwarts

Azkaban is een tovenaarsgevangenis uit de Harry Potterboekenreeks van de Britse schrijfster J.K. Rowling. Doorgaans worden alleen zware overtredingen bestraft met een verblijf in Azkaban. Tovenaars die bijvoorbeeld een van de drie Onvergeeflijke Vloeken hebben gebruikt krijgen levenslang in Azkaban.

## Bewaking
Azkaban werd tot 1996 bewaakt door Dementors. Ze worden gevreesd door iedereen, omdat ze mensen een lot kunnen bezorgen dat erger is dan de dood, door ze te kussen (hun ziel af te nemen door deze door de mond naar buiten te zuigen). De Dementors zijn blind maar kunnen voelen waar mensen zitten, via hun gevoelens en emoties. Wanneer een mens zich in de buurt van een Dementor bevindt, voelt die langzaam maar zeker alle gelukkige herinneringen uit zich wegvloeien, zodat alleen de slechte herinneringen overblijven. Deze mensen krijgen het gevoel dat ze nooit meer gelukkig zullen zijn. Wie voor langere tijd in deze tovenaarsgevangenis zit, wordt na verloop van tijd dan ook krankzinnig. Sirius Zwarts wist aan dit lot te ontsnappen, doordat hij zich in een hond kon veranderen, als het hem te veel werd. Ook was de herinnering dat hij er onterecht zat niet gelukkig, dus zogen de Dementors dat niet weg.
De bewaking door Dementors is echter in de tovenaarswereld lange tijd onderwerp van debat, daar deze wezens berucht zijn. Na de val van Voldemort werd bekend dat de Dementors niet langer als bewakers ingezet zouden worden.

## Locatie
De gevangenis is een bunker en ligt op een eiland midden in de Noordzee. De gevangenis heeft in principe echter geen muren of water nodig om de gevangenen binnen te houden: hier zorgen de Dementors wel voor. Ook is Azkaban waarschijnlijk te ver weg om terug te kunnen zwemmen naar het vasteland.
De gevangenis valt onder het Britse gedeelte van de tovenaarswereld. De enige andere tovenaarsgevangenis die in de boeken genoemd wordt is Normengard. Azkaban heeft een reputatie als een zeer akelige plek waar niemand uit kan ontsnappen. Toch gebeurt dit in de boeken een paar keer.

## De massale uitbraak
In het vijfde boek zorgt Heer Voldemort ervoor dat de Dementors overlopen naar zijn kant. Daardoor weten tien Dooddoeners te ontsnappen en zich opnieuw bij Heer Voldemort aan te sluiten.

## Personages die in Azkaban zitten of hebben gezeten
Bekende personages die in Azkaban zitten of hebben gezeten zijn:
- Sirius Zwarts - Hij werd ervan verdacht James en Lily Potter te hebben verraden aan Heer Voldemort, en hij werd ervan verdacht Peter Pippeling en dertien onschuldige dreuzels te hebben vermoord. Hij is ontsnapt en bleek later onschuldig.
- Bartolomeus Krenck Jr. - Hij werd opgesloten omdat hij Dooddoener zou zijn. Is ontsnapt, maar later weer opgepakt.
- De vrouw van Bartolomeus Krenck Sr. - Zij gebruikte een Wisseldrank om zich voor te doen als Bartolomeus Krenck Jr. Overleed aan honger en van verdriet.
- Rubeus Hagrid - In het tweede boek werd hij naar Azkaban gestuurd omdat hij ervan werd verdacht de Geheime Kamer weer geopend te hebben. Hij zat al eerder in Azkaban toen hij scholier was aan Zweinstein omdat hij er toen ook al van werd verdacht de Kamer te hebben geopend en zo een meisje te hebben vermoord dat bekendstaat als Jammerende Jenny.
- Lucius Malfidus - Hij werd naar Azkaban gestuurd in het vijfde boek toen het Ministerie van Toverkunst hem ontdekte op het Departement van Mystificatie nadat hij was behekst door Albus Perkamentus.
- Bellatrix van Detta - Zij werd samen met Barto Krenck Jr. gevangengezet wegens het martelen van de ouders van Marcel Lubbermans met de Cruciatusvloek. Later ontsnapte ze dankzij Heer Voldemort, samen met negen andere Dooddoeners.
- Severijn Zonderland - Hij werd opgesloten voor 6 maanden vanwege een poging om een deur op het Ministerie van Toverkunst te openen (waarschijnlijk onder invloed van de Imperiusvloek, uitgevoerd door een Dooddoener). Daarachter blijkt later het Departement van Mystificatie te zitten.
- Rodolphus van Detta - Veroordeeld wegens het martelen en gek maken van Lies en Frank Lubbermans met de Cruciatusvloek.
- Morfin Mergel - Wegens het aanvallen van Dreuzels en een medewerker van het Ministerie van Toverkunst, in het verleden veroordeeld tot drie jaar in Azkaban. Later voor de rest van zijn leven opgesloten na het (onterecht) bekennen van de moord op Marten Vilijn sr. en diens ouders.
- Asmodom Mergel - Wegens het aanvallen van diverse medewerkers van het Ministerie van Toverkunst, in het verleden veroordeeld tot een half jaar gevangenisstraf.
- Sjaak Stuurman - Ten onrechte opgepakt wegens verdenking van Dooddoenersactiviteiten in het zesde boek. Het Ministerie weigerde toe te geven dat ze een vergissing hadden gemaakt.
- Levenius Lorrebos - Opgepakt in het zesde boek. Tijdens een inbraak deed hij zich voor als Necroot.

Tijdens het zevende boek werden veel politieke tegenstanders en dreuzelgeborenen naar Azkaban gestuurd door het Ministerie van Toverkunst, dat onder Voldemorts invloed corrupt was geworden.